# Hypodontium
Hypodontium là một chi rêu trong họ Pottiaceae.